# Sarwogadung

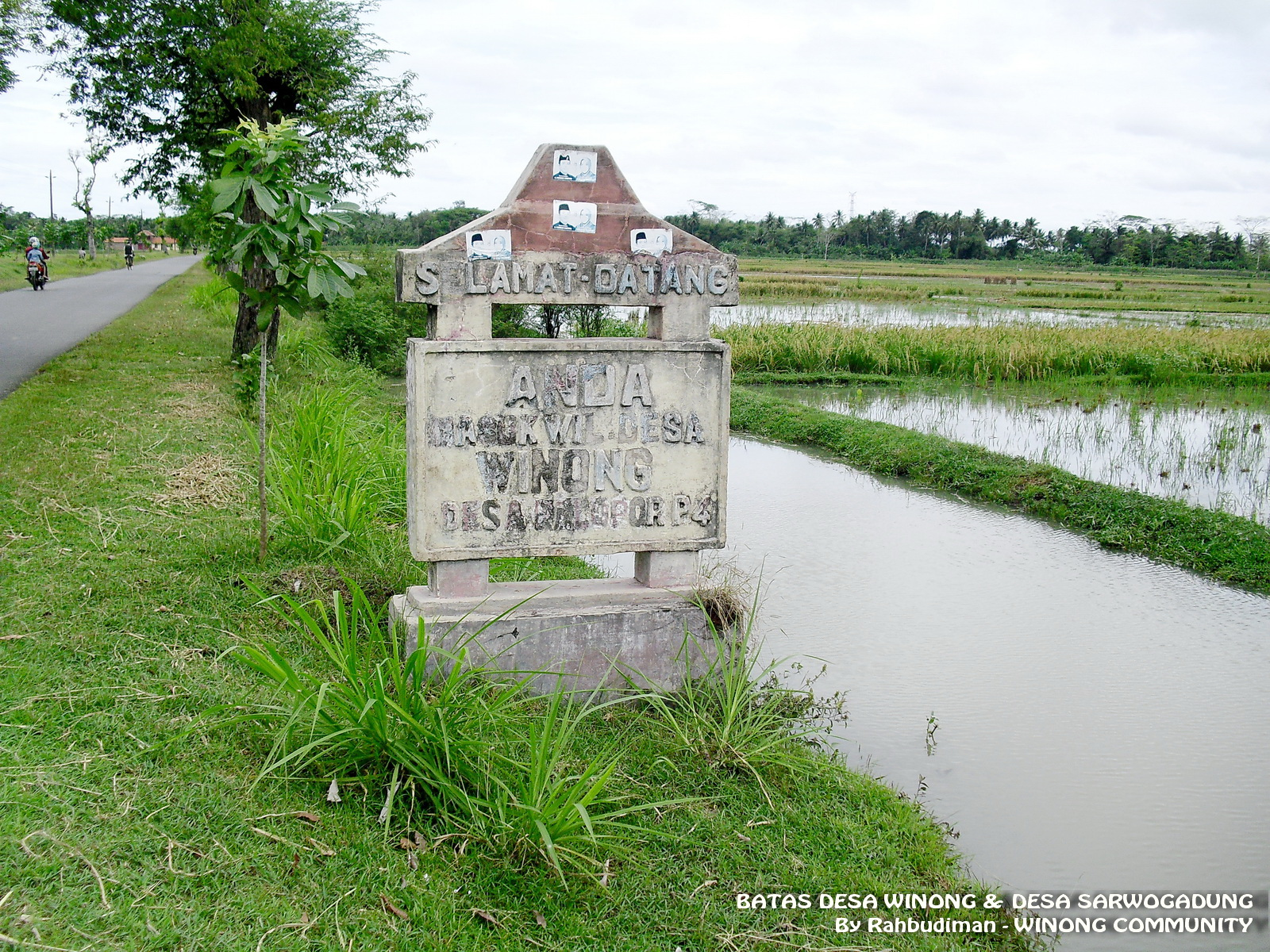

Sarwogadung is een bestuurslaag in het regentschap Kebumen van de provincie Midden-Java, Indonesië. Sarwogadung telt 2721 inwoners (volkstelling 2010).